# Нью-Инглэнд Ти Мен
«Нью-Инглэнд Ти Мен» — бывшая футбольная команда, базировавшаяся в Фоксборо, штат Массачусетс. Они играли в Североамериканской футбольной лиге (NASL) с 1978 по 1980 год. Их домашней ареной был Фоксборский стадион.
«Ти Мен» находились в собственности чайной компании «Lipton», которая дала им их необычное название в честь картины «Бостонское чаепитие». Они выиграли свой дивизион в 1978 году и участвовали в плей-офф в 1980 году. Однако команда боролась с финансовыми проблемами в штате Массачусетс. После сезона 1980 года они переехали в Джэксонвилл, штат Флорида, и стали называться «Джэксонвилл Ти Мен».

## История
Ведомая в дебютном сезоне бывшим нападающим «Чарльтон Атлетик», Майком Флэнеганом, «Ти Мен» выиграли свой дивизион и получили общественное признание, а Флэнеган был удостоен награды MVP лиги. Последующие сезоны были не столь успешными по двум важным причинам: Флэнеган имел действующий контракт с «Чарльтоном» и остался в Англии (попытка обеспечить продолжение контракта не удалась); команда временно переехала с Фоксборского стадиона, когда владельцы расположенного по соседству Государственного трека для конных бегов начали утверждать, что матчи «Ти Мен» были причиной проблем посещаемости бегов. Проведя один сезон на «Никерсон Филд», команда достигла соглашения с руководством трека для бегов относительно возвращения на Фоксборский стадион при условии непроведения матчей в дни бегов, поэтому «Ти Мен» приходилось много играть по понедельникам вечером, в результате чего посещаемость сократилась. После переезда из Бостона команда стала базироваться в Джэксонвилле и сменила название на «Джэксонвилл Ти Мен».